# Jarczowice
Jarczowice – część wsi Ściborowice w Polsce, położona w województwie opolskim, w powiecie krapkowickim, w gminie Krapkowice. Historycznie leży na Górnym Śląsku, na ziemi prudnickiej.
W latach 1975–1998 Jarczowice administracyjnie należały do ówczesnego województwa opolskiego.

## Nazwa
Topograficzny opis Górnego Śląska z 1865 roku notuje wieś pod niemiecką nazwą Jarczowitz, a także wymienia obecnie stosowaną, polską nazwę Jarczowice we fragmencie: "Jarczowitz (1416 Jerczewicz, 1453 Jarzowitz, polnisch Jarczowice)". 1 października 1948 r. nadano miejscowości, wówczas administracyjnie związanej ze Ściborowicami i należącej do powiatu prudnickiego, polską nazwę Jarczowice.

## Historia

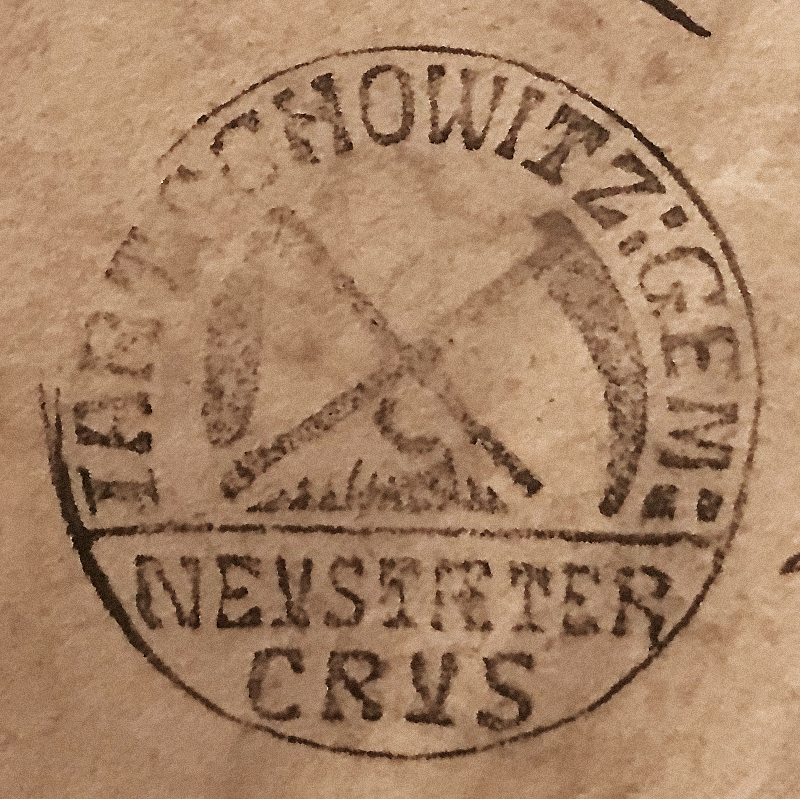
Pieczęć Jarczowic (1826)

Jarczowice wzmiankowane są już w 1245 r. kiedy, wraz z pobliskimi Komornikami, zostały przekazane zakonowi cystersów w Kazimierzu. Wioska pojawia się też w dokumencie Liber fundations biskupa wrocławskiego z 1305 r. Wioska parokrotnie zmieniała właściciela. 
Miejscowość całkowicie opustoszała w XVI wieku z powodu wojen i zamieszek, do jakich doszło w poprzednim stuleciu. Właściciele wsi, Oppersdorffowie z Głogówka, założyli folwark w Jarczowicach.
Wieś posiadała swoją własną pieczęć, która przedstawiała w polu kosę skrzyżowaną z cepem, pod nimi murawa, a w otoku napis: IARTSCHOWITZ: GEM: / NEYSTAETER CRYS (pol. Gmina Jarczowice / Powiat Prudnicki). Według spisu ludności z 1 grudnia 1910, na 221 mieszkańców Jarczowic 2 posługiwało się językiem niemieckim, a 219 językiem polskim. W 1921 w zasięgu plebiscytu na Górnym Śląsku znalazła się tylko część powiatu prudnickiego. Jarczowice znalazły się po stronie wschodniej, w obszarze objętym plebiscytem.

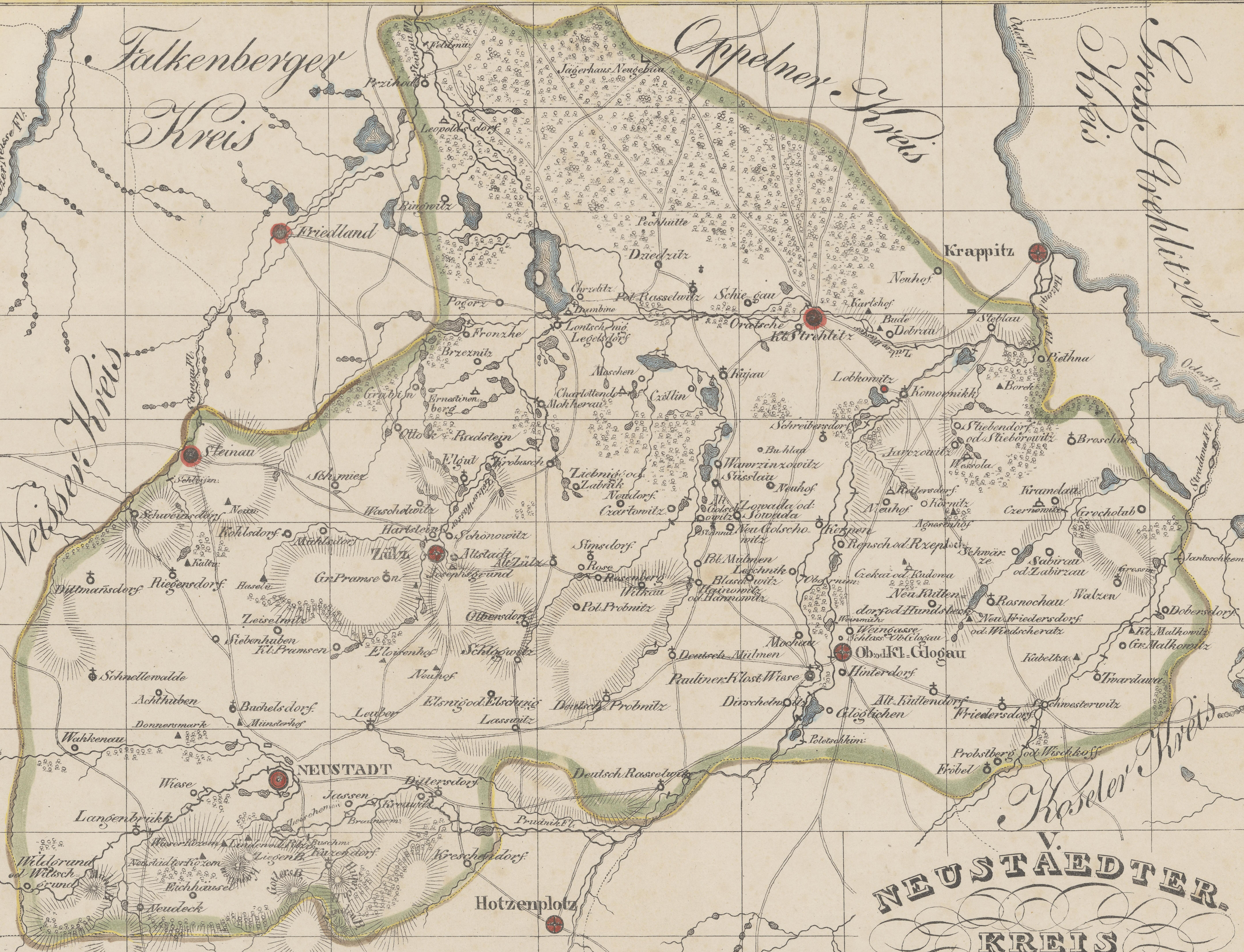
Jarczowice (Jarczowitz) wśród miejscowości ziemi prudnickiej na mapie z XIX wieku

W spisie gromad i miejscowości w powiecie prudnickim na dzień 1 stycznia 1953 wymieniono Jarczowice jako przysiółek Ściborowic pod nazwą Jarszowice. W 1966 w przysiółku mieszkało 75 osób.

## Liczba mieszkańców wsi
- 1784 – 106 (razem z kolonią Wesoła)
- 1830 – 110
- 1855 – 207
- 1861 – 222
- 1871 – 185[14]
- 1885 – 217[15]
- 1905 – 220[16]
- 1910 – 221[10]
- 1995 – 45

## Zabytki
Zgodnie z gminną ewidencją zabytków w Jarczowicach chronione są:
- zespół folwarczny:
  - budynek inwentarski (owczarnia), Jarczowice 10
  - stodoła, Jarczowice 10
  - rządcówka, Jarczowice 10
  - oficyna, Jarczowice 11

## Religia
Jarczowice przynależą do parafii rzymskokatolickiej w Komornikach.

## Bezpieczeństwo
Do 1998 bezpieczeństwo pożarowe w Jarczowicach było nadzorowane przez Komendę Rejonową PSP w Prudniku.
Miejscowość jest pod opieką dzielnicowego rejonu służbowego nr 6 Komendy Powiatowej Policji w Krapkowicach.
Teren miejscowości, jak i całej gminy Krapkowice, położony jest w strefie nadgranicznej w związku z czym Straż Graniczna dysponuje, na tym obszarze, specjalnymi kompetencjami w zakresie bezpieczeństwa. Gminę Krapkowice obejmuje zasięgiem służbowym placówka Straży Granicznej w Opolu ze Śląskiego Oddziału SG.